# Zamzama Park
Zamzama Park in Karatschi ist eine in DHA-5 gelegene Parkanlage, die sich auf ca. 10,5 ha erstreckt. Es gibt mehrere Lauf- und Spazierpfade, Fußball- und Tennisplätze, eine Rollschuhbahn, einen Spielplatz, mehrere Erfrischungsstände und einen Vergnügungspark. Nahe dem Eingangstor 2 hat die Pakistan Bonsai Society ihr Büro.
Die Lage des Parks, inmitten der gehobenen Wohn- und Einkaufsgegend von Clifton, führt dazu, dass er vor allem den Menschen aus höheren Einkommensschichten als Entspannungsort dient.